# Royal Football Club Malmundaria 1904
Maillots
Dernière mise à jour : 3 août 2017.
Le Royal Football Club Malmundaria 1904 est un club de football belge basé à Malmedy. Le club porte le matricule 188 et a, au cours de son Histoire, disputé 26 saisons dans les séries nationales, dont 9 en troisième division. Lors de la saison 2017-2018, il évolue en deuxième provinciale.

## Le Club
- 1904 : fondation de FOOTBALL CLUB MALMUNDARIA en 1904 "sous le patronage de la Congrégation des Jeunes Gens" de Malmédy
- 1922 : affiliation à l'Union Royale Belge des Sociétés de Football Association (URBSFA) le 19/05/1922
- 1926 : le club reçoit le numéro matricule 188
- 1929 : après obtention du titre de Société Royale en août 1929, changement de dénomination en ROYAL FOOTBALL CLUB MALMUNDARIA 1904 (188) le 12/08/1929
- 1940-1945 : inactivité pendant la seconde guerre mondiale, car "nous avons été complètement dépouillés de notre avoir par les anciens dirigeants de la Sté. Sportive (91) qui, pendant l'occupation, a opéré sous le nom de 'Sportvereinigung'" (note foot 100 asbl : il s'agit de SOCIETE SPORTIVE MALMEDY 1912 fondé en 1912, affiliation à l'URBSFA le 21/01/1921; le club reçut le numéro matricule 91 en 1926 et démissionna le 12/09/1939)

## Résultats dans les divisions nationales
Statistiques mises à jour le 13 juillet 2012

### Bilan
| Niv | Divisions     | Jouées | Titres | TM Up | TM Down |
| --- | ------------- | ------ | ------ | ----- | ------- |
| I   | 1re nationale | 0      | 0      |       |         |
| II  | 2e nationale  | 0      | 0      |       |         |
| III | 3e nationale  | 9      | 0      |       |         |
| IV  | 4e nationale  | 17     | 0      |       |         |
| V   | 5e nationale  | 0      | 0      |       |         |
|     |               |        |        |       |         |
|     | TOTAUX        | 26     | 0      | 0     | 0       |

- TM Up : test-match pour départager des égalités, ou toutes formes de Barrages ou de Tour final pour une montée éventuelle.
- TM Down : test-match pour départager des égalités, ou toutes formes de Barrages ou de Tour final pour le maintien.

### Classements
| Ordre               | Saison    | Nom du club               | Niveau                    | Classement final          | Remarques                 |
| ------------------- | --------- | ------------------------- | ------------------------- | ------------------------- | ------------------------- |
| 1                   | 1929-30   | R. FC Malmundaria 1904    | Promotion (D3) série C    | 12e/14                    | Barrages!                 |
| 2                   | 1930-31   | R. FC Malmundaria 1904    | Promotion (D3) série C    | 13e/14                    | [ saisons 2 ]             |
| 3                   | 1931-32   | R. FC Malmundaria 1904    | Promotion (D3) série D    | 12e/14                    | Relégué!                  |
| séries régionales   |           |                           |                           |                           |                           |
| 4                   | 1933-34   | R. FC Malmundaria 1904    | Promotion (D3) série D    | 11e/14                    |                           |
| 5                   | 1934-35   | R. FC Malmundaria 1904    | Promotion (D3) série D    | 5e/14                     |                           |
| 6                   | 1935-36   | R. FC Malmundaria 1904    | Promotion (D3) série A    | 7e/14                     |                           |
| 7                   | 1936-37   | R. FC Malmundaria 1904    | Promotion (D3) série B    | 6e/14                     |                           |
| 8                   | 1937-38   | R. FC Malmundaria 1904    | Promotion (D3) série B    | 2e/14                     | [ saisons 3 ]             |
| 9                   | 1938-39   | R. FC Malmundaria 1904    | Promotion (D3) série A    | 7e/14                     | Relégué!                  |
|                     | 1939-40   | Compétitions interrompues | Compétitions interrompues | Compétitions interrompues | Compétitions interrompues |
| séries provinciales |           |                           |                           |                           |                           |
| 10                  | 1971-72   | R. FC Malmundaria 1904    | Promotion série B         | 6e/16                     |                           |
| 11                  | 1972-73   | R. FC Malmundaria 1904    | Promotion série A         | 15e/16                    | Relégué!                  |
| séries provinciales |           |                           |                           |                           |                           |
| 12                  | 1979-80   | R. FC Malmundaria 1904    | Promotion série D         | 4e/16                     |                           |
| 13                  | 1980-81   | R. FC Malmundaria 1904    | Promotion série D         | 7e/16                     |                           |
| 14                  | 1981-82   | R. FC Malmundaria 1904    | Promotion série D         | 11e/16                    |                           |
| 15                  | 1982-83   | R. FC Malmundaria 1904    | Promotion série C         | 2e/16                     |                           |
| 16                  | 1983-84   | R. FC Malmundaria 1904    | Promotion série C         | 7e/16                     |                           |
| 17                  | 1984-85   | R. FC Malmundaria 1904    | Promotion série C         | 8e/16                     |                           |
| 18                  | 1985-86   | R. FC Malmundaria 1904    | Promotion série D         | 5e/16                     |                           |
| 19                  | 1986-87   | R. FC Malmundaria 1904    | Promotion série D         | 6e/16                     |                           |
| 20                  | 1987-88   | R. FC Malmundaria 1904    | Promotion série D         | 2e/16                     |                           |
| 21                  | 1988-89   | R. FC Malmundaria 1904    | Promotion série D         | 14e/16                    | Relégué!                  |
| séries provinciales |           |                           |                           |                           |                           |
| 22                  | 2005-06   | R. FC Malmundaria 1904    | Promotion série D         | 12e/16                    |                           |
| 23                  | 2006-07   | R. FC Malmundaria 1904    | Promotion série D         | 12e/16                    |                           |
| 24                  | 2007-08   | R. FC Malmundaria 1904    | Promotion série D         | 8e/16                     |                           |
| 25                  | 2008-09   | R. FC Malmundaria 1904    | Promotion série D         | 12e/16                    |                           |
| 26                  | 2009-10   | R. FC Malmundaria 1904    | Promotion série c         | 15e/16                    | Relégué!                  |
| séries provinciales |           |                           |                           |                           |                           |
| 27                  |           |                           |                           |                           |                           |
| 28                  |           |                           |                           |                           |                           |
| 29                  |           |                           |                           |                           |                           |
| 30                  |           |                           |                           |                           |                           |
| 31                  | 2018-2019 | R.FC Malmundaria 1904     | 2° procinciale série c    | 1/16                      |                           |